# Mouphtaou Yarou
Mouphtaou Monra Yarou (nacido el 26 de junio de 1990 en Natitingou, Atakora) es un jugador de baloncesto beninés que actualmente pertenece a la plantilla del Boulazac Basket Dordogne de la Pro A francesa. Con 2,06 metros de altura juega en la posición de pívot.

## Universidad
Asistió al Montrose Christian School en Rockville, Maryland. En su último año de high school jugó el Jordan Brand Classic, donde en 15 min metió 3 puntos y cogió 5 rebotes.
En 2009 se enroló en las filas de los Villanova Wildcats, cuya universidad está situada en Radnor,  Pensilvania, permaneciendo allí hasta 2013. Ese mismo año fue elegido en el tercer mejor quinteto Parade All-American y en el segundo mejor quinteto All-USA por USA TODAY´s. En 2011 asistió a la Amare Stoudemire Skills Academy. En sus cuatro años con los Wildcats jugó 120 partidos (107 como titular) con unos promedios de 9 puntos y 7 rebotes en 24,6 min de media. 
A final de su temporada senior, la 2012-2013, jugó el Reese's College All-Star Game, donde en 15 min metió 4 puntos, cogió 10 rebotes y robo un balón y fue invitado al torneo pre-draft Portsmouth Invitational Tournament, donde en los 3 partidos que jugó, promedió 9,3 puntos, 9 rebotes, 1,3 asistencias y 1,7 tapones en 24,4 min de media.

## Trayectoria Profesional
Tras no ser elegido en el Draft de la NBA de 2013, fichó para la temporada 2013-2014 por el KK Radnički Kragujevac serbio, en la que fue su primera experiencia como profesional, pero fue suspendido en noviembre de 2013 por problemas de disciplina y no volvió a jugar en toda la temporada.
Aun así, fue el MVP de la 2.ª jornada de la Eurocup 2013-14 tras hacer 41 de valoración (17 puntos, 7-9 de 2, 17 rebotes y 4 asistencias) y realizó otro gran partido en la 7.ª jornada con 43 de valoración (27 puntos y 18 rebotes). 
Con el Radnički disputó 9 partidos en la ABA Liga, con unos promedios de 11,8 puntos y 10,5 rebotes en 29 min de media y 7 partidos en la Eurocup 2013-14, con unos promedios de 17,1 puntos, 13,1 rebotes y 1,1 asistencias en 32,8 min de media.
Tras estos grandes números, el Le Mans Sarthe Basket francés se fijó en él y en junio de 2014 le firmó un contrato por dos temporadas. En su primera temporada en el Le Mans ha disputado 38 partidos de liga, con unos promedios de 7,7 puntos y 5,4 rebotes en 20 min de media, mientras que en Eurochallenge ha disputado 12 partidos con unos promedios de 7 puntos y 5,8 rebotes en 19 min de media.